# Peter Cooper Hewitt

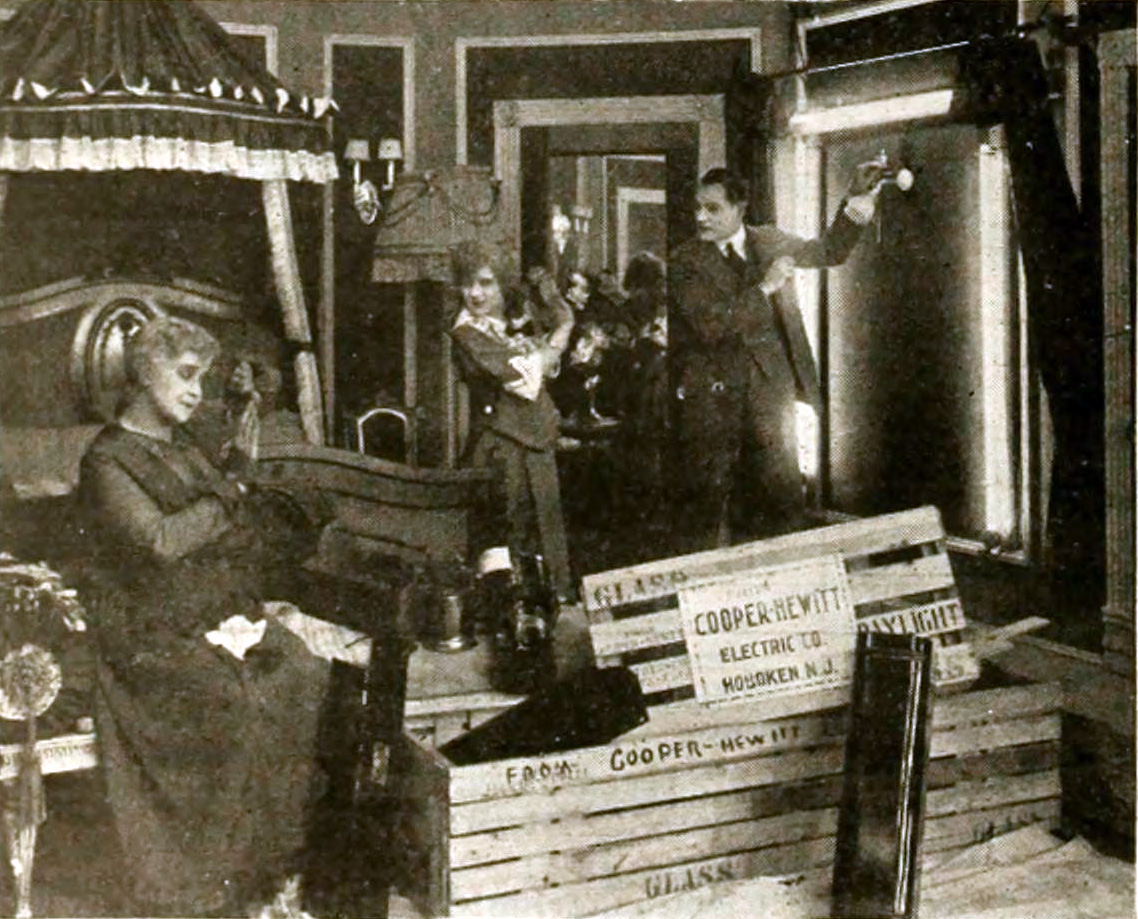
The Mysteries of Myra (1916)

Peter Cooper Hewitt (5 de maig de 1861 - 25 d'agost de 1921) va ser un enginyer elèctric nord-americà que, al costat del físic alemany Martin Leo Arons, va crear el llum de vapor de mercuri, per la qual va dipositar una patent.

## Biografia
Hewitt va néixer a Nova York, fill del alcade de la ciutat de Nova York Abram Hewitt, i net de l'industrial Peter Cooper. Va ser educat en a l'Stevens Institute of Technology i en la Columbia University School of Mines.
Va estar casat amb Lucy Bond Work, filla de Franklin H. treball "Frank", un conegut corredor de borsa i protegit de Cornelius Vanderbilt i la germana de Frances Work, que es va casar amb Mauricio Roche.

## Carrera
Va fabricar un llum de descàrrega amb vapor del mercuri escalfat pel corrent que travessava la fase líquida. El llum s'encenia inclinant el tub per fer que prengués contacte entre els dos elèctrodes, estant situat el mercuri líquid en l'altre costat en repòs. L'eficiència era molt major que la dels llums incandescents, però la llum emesa era d'un color blavós-verdós gens agradable, la qual cosa limitava el seu ús pràctic a àrees professionals específiques, com la fotografia on el color no era un problema en una època en la qual totes les imatges eren en blanc i negre.